# Johannes Lippius
Johannes Lippius est un théologien, philosophe et théoricien de la musique né  le 24 juin 1585 à Strasbourg et mort le 24 septembre 1612.
Il a été le premier à décrire l'accord parfait, sous le terme « triade harmonique », dans son traité Synopsis musicae novae publié en 1612.